# 旋回砲

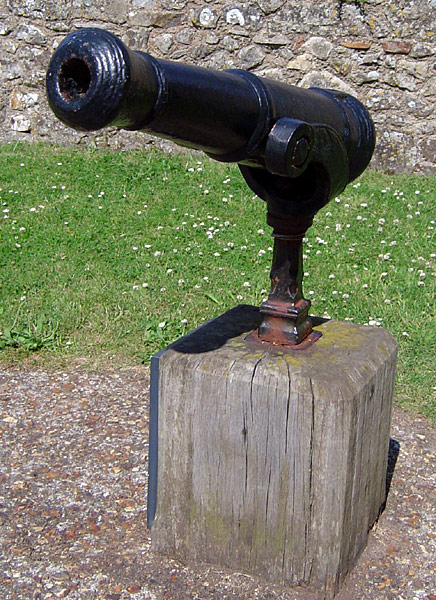
ワイト島・カリスブルック城の旋回砲。砲尾の操作用支持架が失われており、狙いが付けられない。

旋回砲（せんかいほう）あるいはスイヴェルガン（英語: Swivel gun）は近世に用いられた弾丸重量半ポンドクラスの小口径前装砲。帆走軍艦が備える艦砲の一種。

## 概要

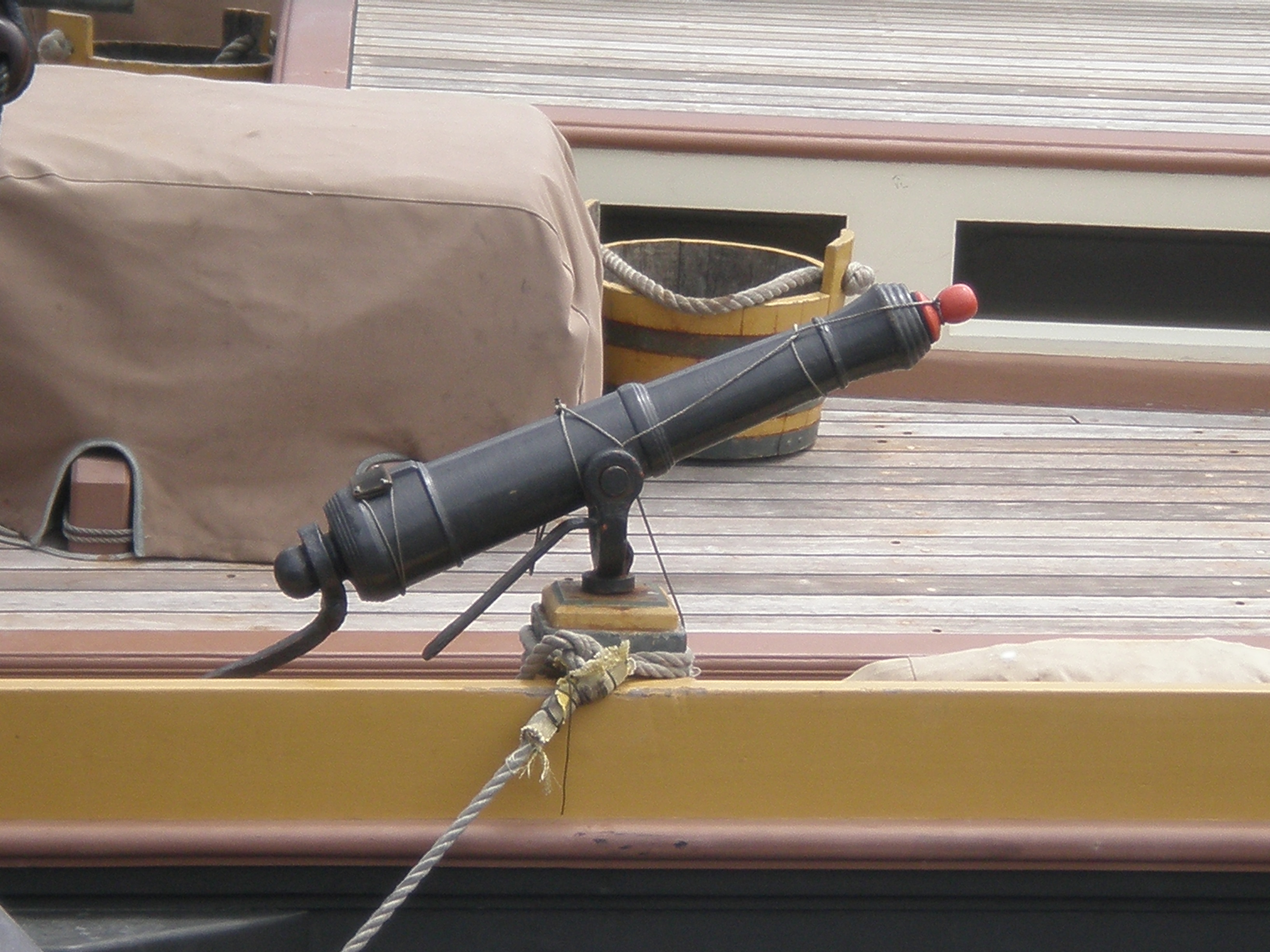
アメリカのスクーナー、リンクス上の旋回砲。
赤い砲栓が挿入されて砲口が保護されている。

兵一人が操作可能な前装式砲で、大型のハンドキャノンからファルコネット砲級までの小口径砲をさす。構造は上下左右に可動する旋回砲架を有し、砲尾に操作用の支持架を持つ。
口径の小ささから補助火砲に留まり、カロネード砲同様、搭載砲門数から来る等級分けにおける、正式な備砲の砲門としては数えられない。初期にはエスメリール砲（詩歌砲）のような、フランキ砲式の後装式小型砲も存在した。
砲身長1m、重さ70kg、口径半ポンド（4.5cm。弾丸重量約230g）程度の砲が標準とされる。

## 配置
対艦戦闘にも用いられるが射程は短く破壊力も低いため、斬り込み近接戦闘での対人攻撃用として、ぶどう弾やキャニスター弾を用いて大型散弾銃的に用いられる場合が多い。
上甲板舷側のブルワーク（胸壁）上に配置されるのが一般的だが、マストトップの上から狙撃用として活用される事もある。
軽量さを生かし、上陸時に艦載艇の艇首に据え付けられて陸戦隊の支援を担う運用も多く、そのまま陸戦用に転用されるケースもある。